# وسوبرون
وسوبرون (به آلمانی: Wessobrunn) یک شهر در آلمان است که در بایرن واقع شده‌است.

## خصوصیات
وسوبرون ۵۱٫۱۱ کیلومترمربع مساحت دارد ۷۰۲ متر بالاتر از سطح دریا واقع شده‌است.

## خواهرخوانده
شهر Montecchio خواهرخواندهٔ وسوبرون هست.